# Atelopus coynei
Atelopus coynei é uma espécie de sapo da família Bufonidae. Ele é endêmico no Equador. Seu habitat natural são as florestas úmidas de montanhas em áreas tropicais e subtropicais e rios. Está ameaçado pela perda do seu habitat.